# Namib-Naukluft National Park

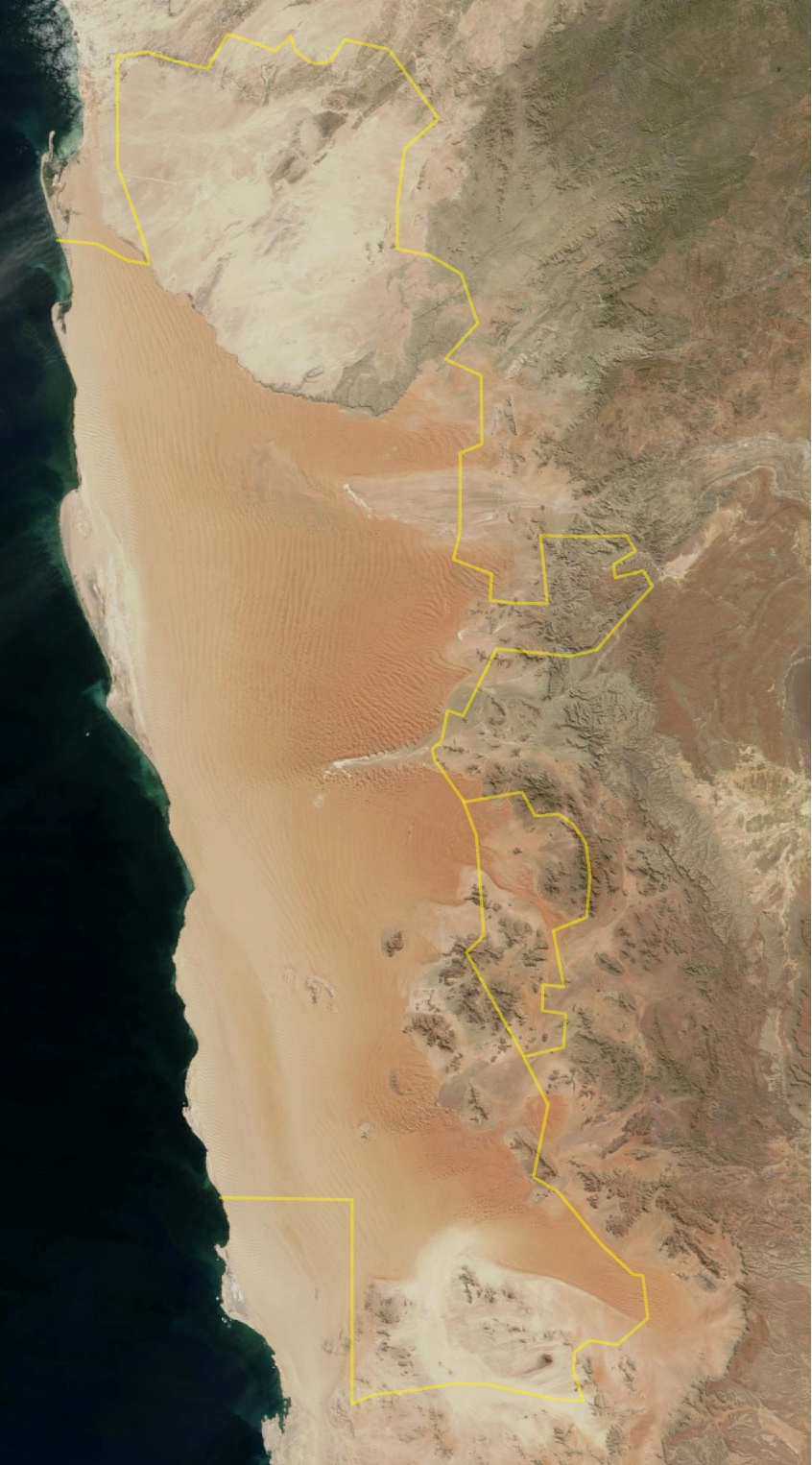
Kaart met de grenzen van het nationaal park

Het Namib-Naukluft National Park is een nationaal park van Namibië en omvat een deel van de Namibwoestijn en het Naukluftgebergte. Het gebied heeft een totale oppervlakte van 49.768 vierkante kilometer en is daarmee het grootste wildpark in Afrika en het op drie na grootste in de wereld. Het meest bekende gebied van het park is de Sossusvlei (samen met de Dodevlei), die een van de belangrijkste toeristische attracties van Namibië is.
Een verrassende verzameling van wezens overleeft in de hyper-droge regio, waaronder slangen, gekko's, ongewone insecten, hyena's, gemsbokken en jakhalzen. Er komt meer vocht het gebied binnen in de vorm van mist vanaf de Atlantische Oceaan dan dat er als regen valt; de gemiddeld 106 millimeter neerslag per jaar concentreert zich in de maanden februari en april.
De winden die de mist brengen zijn ook verantwoordelijk voor de torenhoge zandduinen van het park, waarvan de gebrand oranje kleur een teken is van hun leeftijd. De oranje kleur is in de tijd ontwikkeld doordat ijzer in het zand geoxideerd is, net als roestig metaal; hoe ouder de duin, hoe helderder de kleur.
Deze duinen zijn de hoogste in de wereld en stijgen op sommige plaatsen op tot meer dan 300 meter boven de woestijnvlakte. De duinen lopen taps af in de nabijheid van de kust, en de lagunes, moerassen en wadden gelegen langs de kust trekken honderdduizenden vogels.
'Namib' betekent open ruimte en de Namibwoestijn gaf zijn naam aan Namibië - "het land van de open ruimte". Het park werd opgericht in 1907 toen de Duitse koloniale administratie het gebied tussen de rivier de Swakop en de rivier de Kuiseb uitriep tot een wildpark. Het park met de huidige grenzen werd in 1979 opgericht door de samenvoeging van het Namib Desert Park, het Naukluft Mountain Zebra Park (opgericht in 1964) en delen van de Diamond Area 1 en een aantal andere stukjes land rondom van de overheid.
Het park heeft een aantal van de meest ongewone wilde dieren en natuurgebieden in de wereld. De regio wordt gekenmerkt door hoge, geïsoleerde inselbergen en kopjes (een Afrikaanse term voor rotspartijen), opgebouwd uit dramatisch bloedrood graniet, rijk aan veldspaat en zandsteen. Het meest oostelijke deel van het park beslaat het Naukluftgebergte.

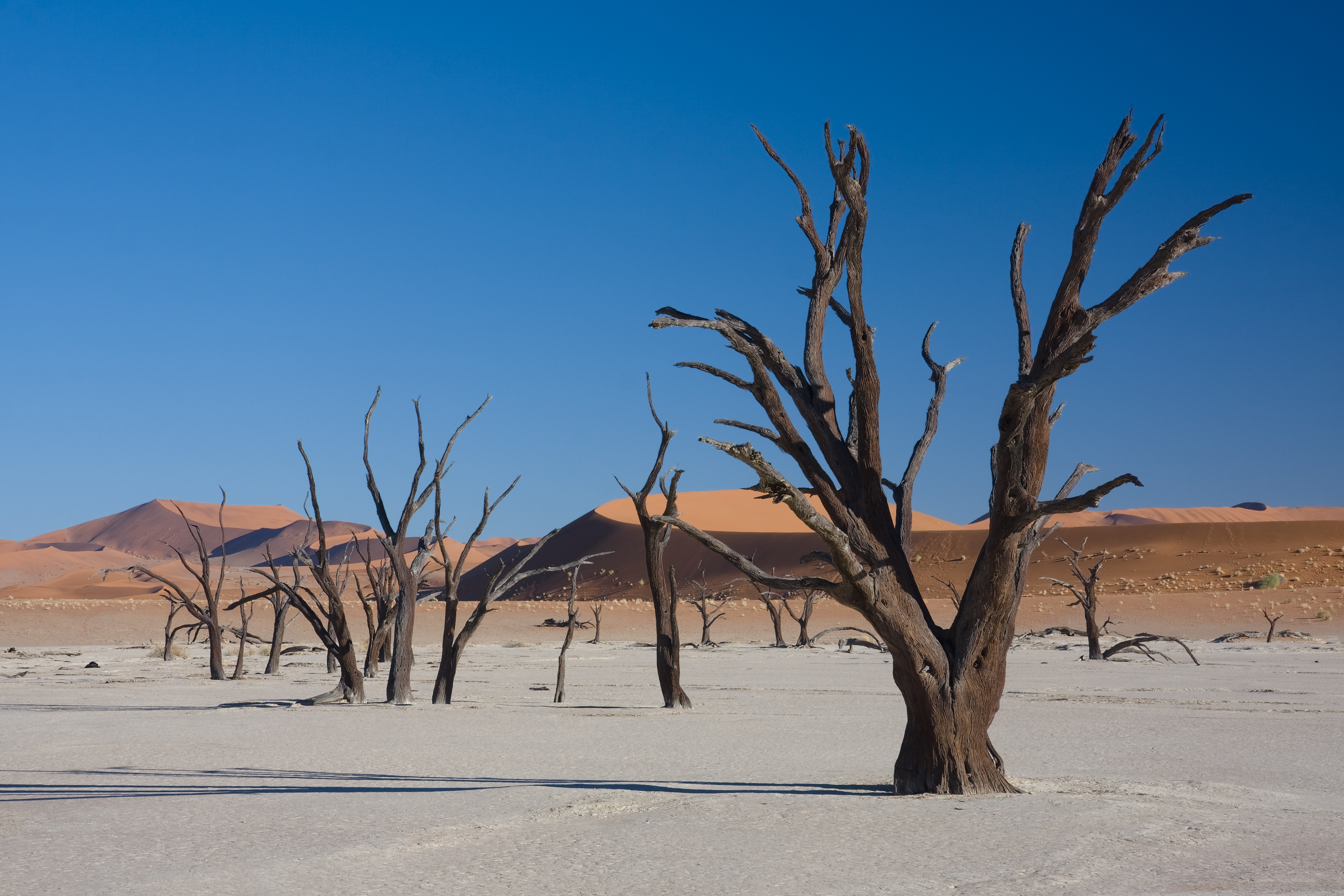
Afgestorven bomen in de Dodevlei
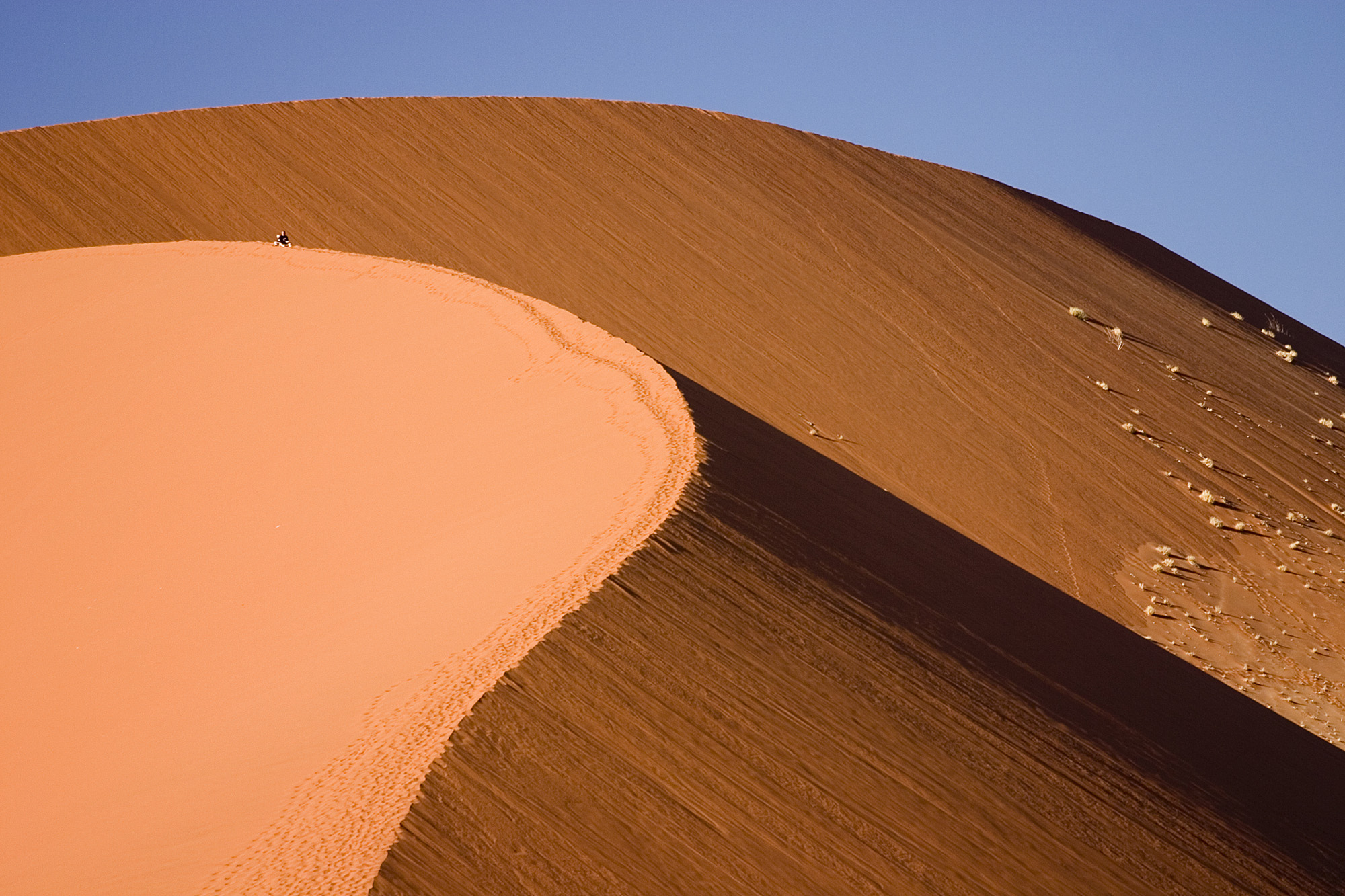
Een typische duin
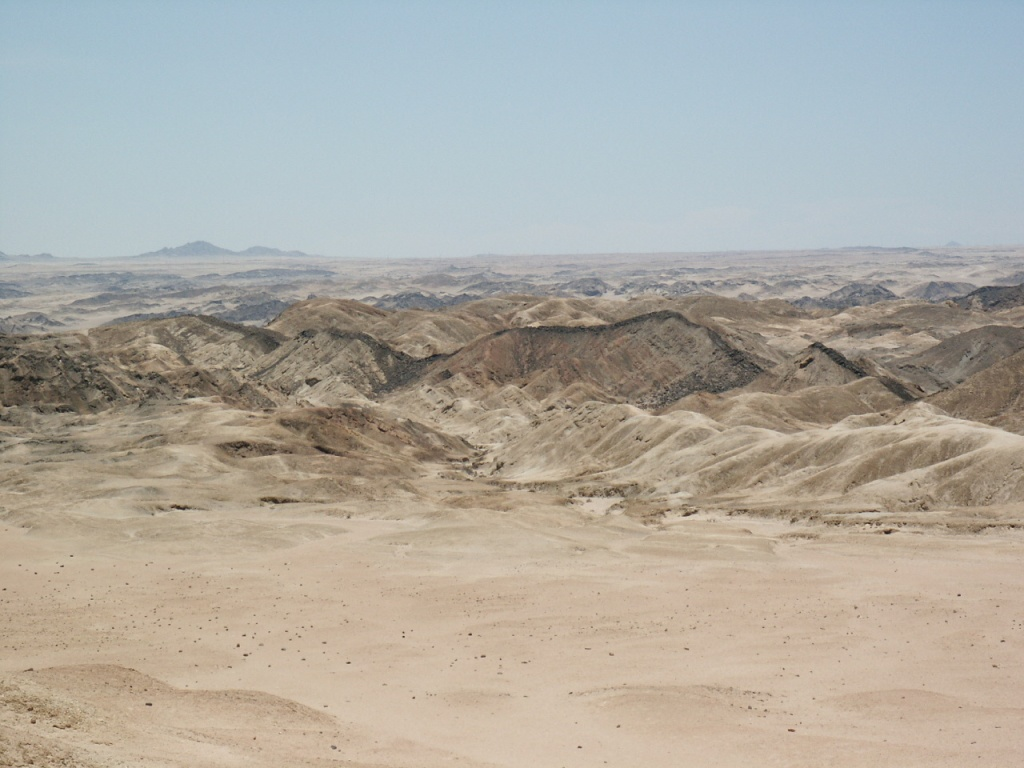
Maanlandschap nabij Swakopmund